# Yevgueni Kasperski
Yevgueni Valentínovich Kasperski (en ruso: Евгений Валентинович Касперский, también conocido como Eugene Kaspersky; Novorosíisk, 4 de octubre de 1965) es uno de los expertos y líderes mundiales de la industria de la seguridad informática. Actualmente dirige la compañía internacional de seguridad TI, Kaspersky Lab, la cual fundó junto a un grupo de compañeros en el año 1997 tras haberse dedicado, desde la década de los 80, a desarrollar tecnologías antivirus. Hoy en día, Kaspersky Lab, opera en 200 países con más de 30 oficinas en todo el mundo.

## Educación
Kaspersky comenzó a interesarse por las matemáticas desde una edad muy temprana. Cuando todavía estaba en la escuela, solía asistir a cursos especiales sobre física y matemáticas avanzadas que organizaba el Instituto de Física y Tecnología de Moscú. Después de ganar una competencia de matemática, Eugene Kaspersky fue elegido para entrar en una escuela técnica especial –el Centro Educativo y Científico de Kolmogorov de la Universidad Estatal de Moscú- donde continuó con su formación en física y matemáticas avanzadas.
En 1987, Kaspersky se graduó en la Facultad de Matemáticas del Instituto de Criptografía, Telecomunicaciones y Ciencias de la Computación de Moscú, donde estudió matemáticas, criptografía y tecnología informática, especializándose en ingeniería matemática.

## Carrera
Tras su graduación, Kaspersky comenzó su carrera profesional en un instituto de investigación de defensa multidisciplinar. En 1989, tras haber descubierto el malware Cascade, Eugene Kaspersky comenzó a estudiar los virus informáticos. Después de analizar dicho virus, Kaspersky desarrolló una herramienta de desinfección para él –la primera de una larga lista. Cascade fue el primer programa malicioso que engrosó la actual base de datos de antivirus de Kaspersky Lab, la cual contiene, hoy en día, más de 100 millones de muestras de malware.
En 1991, Eugene Kaspersky entró en el Centro de Tecnologías de la Información KAMI, donde dirigió un pequeño equipo que desarrollaba la herramienta antivirus AVP (Antivirus Toolkit Pro), prototipo del futuro. Eugene fue la persona responsable de que la solución AVP se convirtiera en el primer software antivirus del mundo que separaba el software de la base de datos de antivirus –estándar actual en el sector. Asimismo, también desarrolló la idea de otorgar a AVP la primera interfaz gráfica de usuario para un antivirus.
En noviembre de 1992, el equipo lanzó el primer producto completamente desarrollado: AVP 1.0. Dos años más tarde, dicho producto alcanzó el primer puesto en un test comparativo realizado por la Universidad de Hamburgo el cual evaluaba la capacidad de detección y neutralización de los programas antivirus más populares de la época. Gracias a esta prueba, AVP obtuvo el reconocimiento internacional.
Tras este primer éxito, el equipo de expertos comenzó a conceder licencias a compañías informáticas extranjeras, práctica que se mantiene hasta el día de hoy (más de 80 empresas utilizan la tecnología de Kaspersky Lab).
En 1997, Eugene Kaspersky y sus compañeros decidieron fundar una compañía independiente, Kaspersky Lab. En un principio, Eugene no quería usar su apellido para dar nombre a la firma, pero lo convenció en aquel entonces, su esposa Natalya Kasperskaya, cofundadora de la entidad. En noviembre del año 2000, la solución AVP fue bautizada como “Kaspersky Anti-Virus”.
Desde su inicio hasta 2007, Eugene Kaspersky dirigió la investigación antivirus de la compañía. En 2007, se convirtió en CEO de Kaspersky Lab. Actualmente se dedica a la gestión estratégica de la entidad, puesto que le obliga a viajar continuamente, participar en conferencias y exposiciones, asistir a reuniones con socios y conceder entrevistas a medios de todo el planeta. Gracias a sus grandes conocimientos técnicos y experiencia, aparte de ser CEO de la empresa de seguridad informática privada más grande del mundo, Eugene Kaspersky se ha convertido en un referente en muchos eventos internacionales.
Su despacho se sitúa a escasos metros de la oficina donde trabajan los principales expertos de la compañía, los miembros del equipo GReAt (Global Research and Analysis Team) y a muy poca distancia del centro neurálgico de la sede central de Kaspersky Lab – el laboratorio de virus. Eugene Kaspersky se sigue considerando un especialista técnico y, por ese motivo, se rodea de profesionales técnicos como él. Además, es el coautor de diferentes patentes, incluyendo un sistema de seguridad para controlar la interacción de los componentes de un software. Esta patente cubre la tecnología que reside en el corazón del sistema operativo de Kaspersky Lab y que está, actualmente, en desarrollo.

## Vida personal
Eugene Kaspersky vive con su tercera esposa y sus tres hijos. Uno de ellos, Iván, fue víctima de un secuestro en 2011 y liberado del cautiverio tres días después.
Se estima que la fortuna personal de Kaspersky ascendía, en el 2011, a los 800 millones de dólares; aunque a Eugene no le gusta ostentar su riqueza: “Yo solo soy propietario de una empresa, un piso en Moscú y un BMW. No necesito nada más”. Entre sus aficiones, destaca su pasión por la Fórmula 1 y en especial por la escudería Ferrari. Su afición por la velocidad consiguió que Kaspersky Lab fuese patrocinador del equipo de carreras de Ferrari, en 2010 un año más tarde, se había convertido en el patrocinador, hasta la fecha, de la Scuderia Ferrari en abril de 2013. Kaspersky Lab firmó un acuerdo de colaboración para proveer a Ferrari, durante 5 años, soluciones en seguridad.TI
Gracias a su carácter, se ha descrito a Eugene Kaspersky como una persona alegre, entusiasta y carismática. “Me considero una de las personas más felices del mundo porque he podido hacer de mi pasión mi profesión”.
Debido a la naturaleza de su trabajo, Eugene Kaspersky siempre está de viaje de negocios y, regularmente, publica en su blog personal los lugares que visita, así como otros temas relacionados con la seguridad informática. Además, suele viajar a destinos exóticos, de los cuales su favorito es la Península de Kamchatka, al este de Rusia, donde ha regresado en diferentes ocasiones.

## Premios y galardones
En el 2012, Kaspersky fue galardonado con el Doctor Honoris Causa de las Ciencias por parte de la Universidad de Plymouth. En ese mismo año, también fue incluido en el Top 25 de Personas Innovadoras por la revista CRN.
Además, ha recibido los siguientes premios:
- Top-100 Global Thinker, Foreign Policy Magazine. 2012
- Technology Hero of the Year, V3. 2012.[13]
- Top-100 Executive in the IT Channel, CRN. 2012
- World’s Most Powerful Security Exec, SYS-CON Media. 2011.[14]
- Business Person of the Year, Cámara de Comercio Americana en Rusia. 2011.[15]
- Outstanding Contribution to Business Award, CEO Middle East – 2011.[16]
- CEO of the Year, SC Magazine Europe – 2010.[17]
- Lifetime Achievement Award, Virus Bulletin – 2010.[18]
- Strategic Brand Leadership Award, World Brand Congress – 2010.[19]
- Runet Prize (por su contribución al uso de la lengua rusa en Internet), Agencia gubernamental de Prensa y Medios de Comunicación – 2010

## Información adicional
Desde hace varios años, Eugene Kaspersky ha manifestado públicamente su preocupación por un posible ciberataque contra infraestructuras críticas que acarree consecuencias “catastróficas”. Además, Eugene ha hecho un llamamiento a toda la comunidad internacional para que sean conscientes de los peligros de la ciberguerra; defendiendo la creación de un tratado de no proliferación de armas cibernéticas.
Kaspersky viaja alrededor del mundo dando conferencias y charlas hablando sobre la ciberguerra y la necesidad de que el planeta luche contra las amenazas en seguridad. Cree que la educación de los usuarios medios y profesionales del sector es la clave para superar este reto. Además, promueve la creación de políticas y estándares sobre ciberseguridad a escala internacional, así como la cooperación entre la industria y los diferentes gobiernos: “El sector privado –particularmente la industria informática, de seguridad  y otras industrias críticas que consideran la seguridad TI una prioridad- cuenta con una larga experiencia tras haber estado en  primera línea de fuego en la ciberguerra, pudiendo ayudar y beneficiar a los organismos estatales”.
Apoya el uso de IDs digitales en las transacciones importantes que se realizan a través de Internet: votaciones electorales, banca en línea, trámites oficiales, etc.: “Creo que la Web debería dividirse en tres zonas. Una zona roja para los procesos críticos donde fuese obligatorio el ID digital. Luego una zona amarilla, donde sea necesaria una autorización. Por ejemplo, la verificación de la edad para tiendas en línea que vendan productos para adultos. Y por último, una zona verde: blogs, redes sociales, websites, chats… cualquier sitio donde no se necesite autorización y haya libertad de expresión.
El periodista de Wired, Noah Shachtman, declaró en el 2012 que Eugene Kaspersky estaba relacionado con el Kremlin, pero Kaspersky negó tales afirmaciones.
Eugene Kaspersky pertenece al Gabinete Internacional de Asesores de IMPACT (International Multilateral Partnership Against Cyber Threats); alianza global para la lucha contra las ciberamenazas.
En marzo de 2013, tras una reunión entre Eugene Kaspersky, Ronald Noble (Secretario General de INTERPOL) y Noboru Nakatani (Director Ejecutivo de INTERPOL Global Complex for Innovation), la compañía Kaspersky Lab acordó trabajar conjuntamente con IGCI (INTERPOL Global Complex for Innovation) para salvaguardar la seguridad en Internet.